# Bombardier

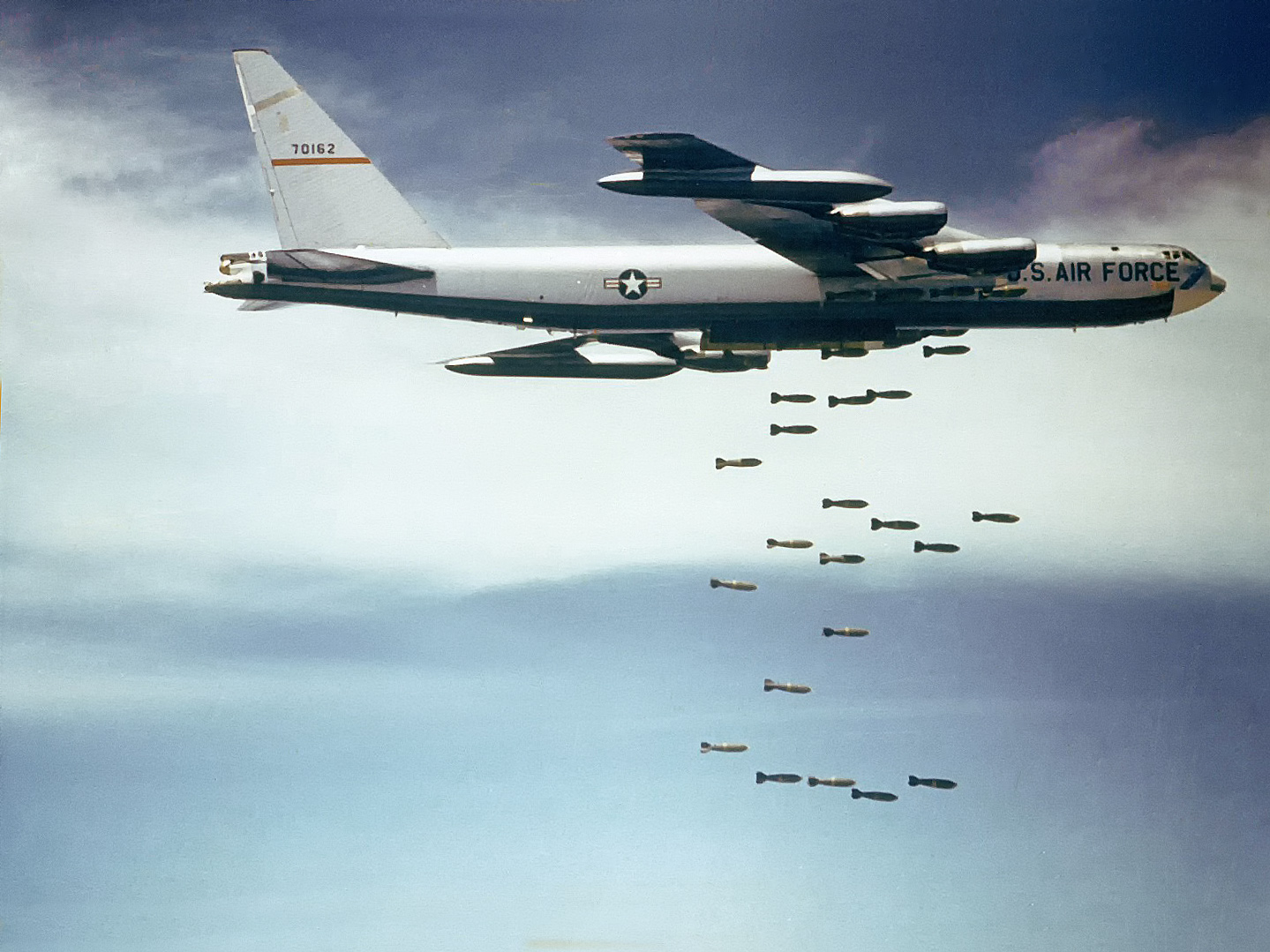
Bombardier B-52 lansând bombe

Bombardierul este un avion militar conceput pentru a ataca ținte terestre, de regulă lansând bombe.
- Bombardiere strategice sunt concepute în principal pentru misiuni de lungă distanță (de obicei intercontinentale) împotriva unor ținte strategice cum ar fi fabrici, orașe, baze militare, pentru a lovi în efortul de război al inamicului. Exemple: Avro Lancaster, B-17 Flying Fortress, B-52 Stratofortress, F-111 'Aardvark', Tu-16 'Badger', Tu-160 'Blackjack', Gotha G, Boeing B-29 Superfortress, B-2 Spirit.
- Bombardiere tactice sunt avioane mai mici care operează pe distanțe mai scurte.
- Avioane de atac la sol sunt concepute să sprijine trupele în teatrul de operațiuni și să atace ținte tactice cum ar fi tancuri. Exemple: Ju-87 Stuka, Il-2 Șturmovik, A-10 Thunderbolt II, Su-25 'Frogfoot'.
- Avioane de vânătoare-bombardament sunt avioane de luptă multirol care pot îndeplini atât misiuni de aer-aer cât și aer-sol. Multe au fost concepute să ducă lupte aeriene după atacarea țintelor de la sol. Din cauza versatilității lor și a bugetelor limitate, această categorie este de departe cea mai răspândită. Exemple: Chengdu J-10, F-16 Fighting Falcon, F/A-18 Hornet, Su-32 'Fullback', Mirage 2000 și Panavia Tornado.